# Ren (imię)
Ren (jap. れん, レン) – imię japońskie noszone zarówno przez kobiety jak i przez mężczyzn.

## Możliwa pisownia
Ren można zapisać używając wielu różnych znaków kanji i może znaczyć m.in.:
- 蓮, „lotos”[1]
- 恋, „miłość”[1]
- 漣, „fale”

## Znane osoby
- Ren Hayakawa (漣), japońska łuczniczka
- Ren Ōsugi (漣), japoński aktor

## Fikcyjne postacie
- Ren Akiyama (蓮), bohater serialu tokusatsu Kamen Rider Ryuki
- Len Kagamine (レン, Ren), japoński Vocaloid
- Ren Hazuki (恋), bohaterka anime Love Live! Superstar!!(inne języki)
- Ren Honjō (蓮) / Ren (レン), bohater mangi i anime Nana
- Ren Tao (蓮), jeden z głównych bohaterów mangi i anime Król szamanów
- Ren Tsuruga (蓮), bohater mangi i anime Skip Beat!